# Nürnberger Prozesse

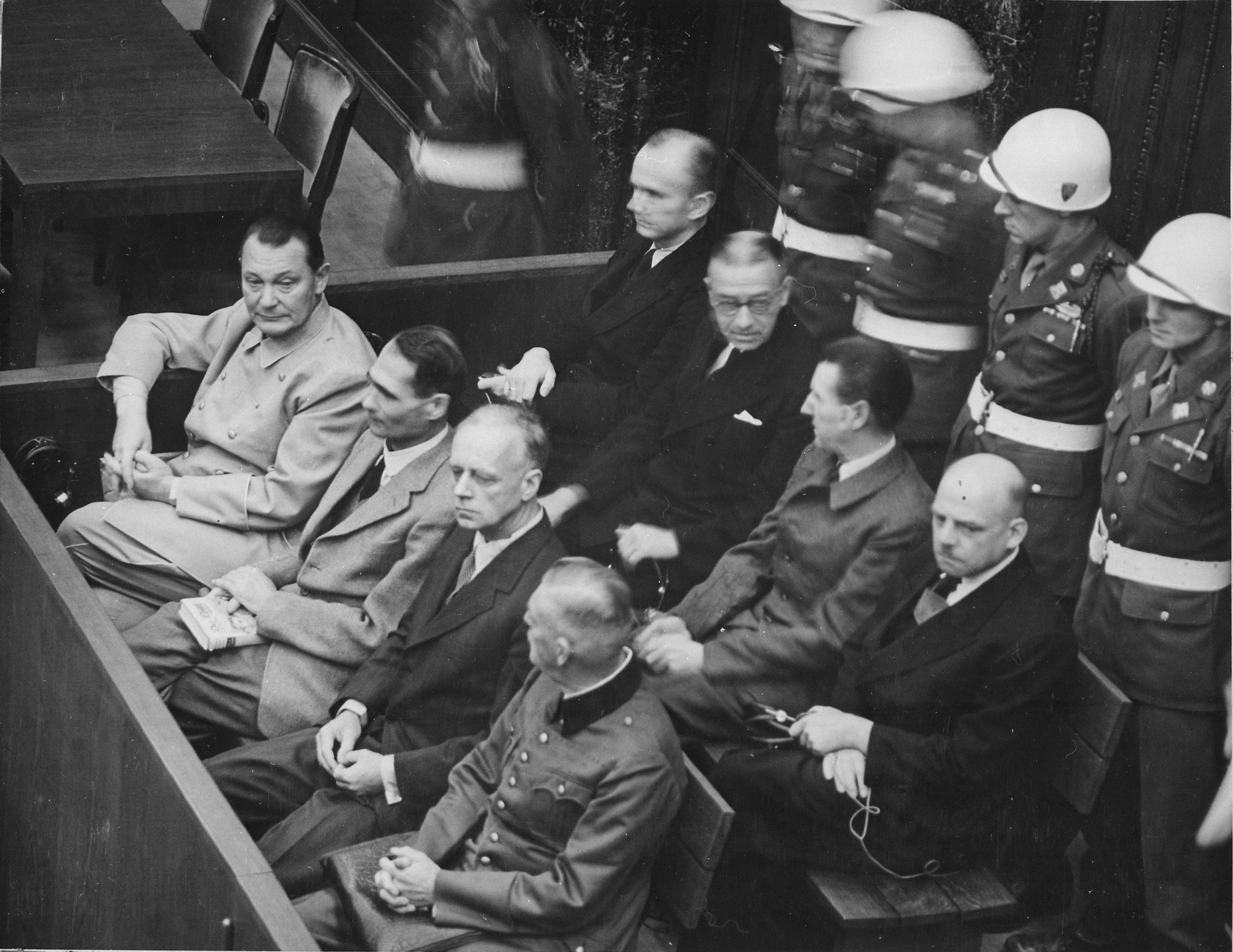
Der Hauptkriegsverbrecher-Prozess war der erste der dreizehn Nürnberger Prozesse. Auf der Anklagebank, von links: Göring, Heß, von Ribbentrop, Keitel (vorne), Dönitz, Raeder, von Schirach und Sauckel (dahinter).

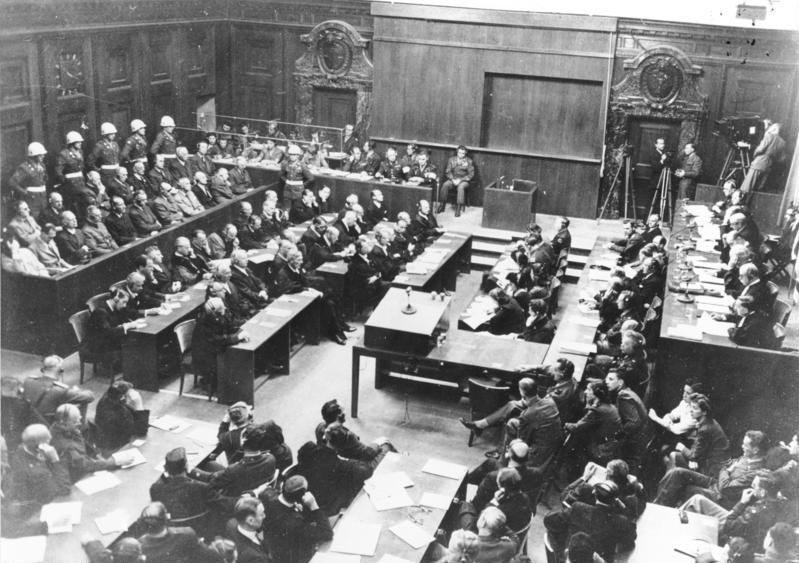
Blick in den Verhandlungssaal (Saal 600) am 30. September 1946, links die Angeklagten

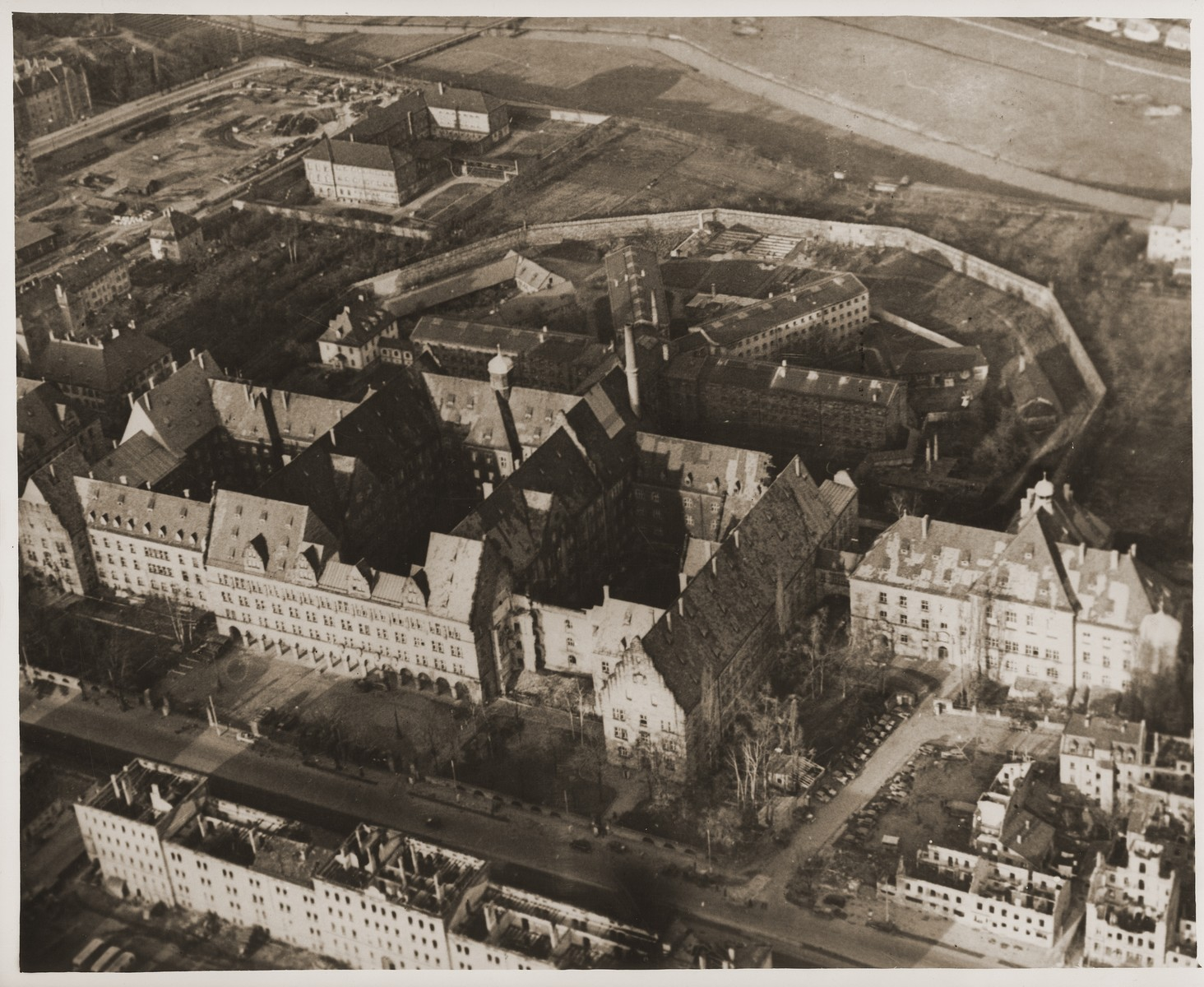
Justizpalast Nürnberg 1945

Die Nürnberger Prozesse wurden nach dem Zweiten Weltkrieg gegen führende Repräsentanten des NS-Staates durchgeführt. Sie fanden zwischen dem 20. November 1945 und dem 14. April 1949 im Justizpalast Nürnberg statt. Die dreizehn Nürnberger Prozesse umfassen den Nürnberger Prozess gegen die Hauptkriegsverbrecher vor dem Internationalen Militärgerichtshof nach dem Londoner Statut sowie zwölf sogenannte Nürnberger Nachfolgeprozesse vor einem nationalen US-amerikanischen Militärtribunal nach Kontrollratsgesetz Nr. 10.
Zum ersten Mal in der Geschichte wurde bei diesen Prozessen von den Siegermächten versucht, Kriegsverbrecher gerichtlich zu belangen. Verbrechen an nichtalliierten Staatsbürgern oder Staatenlosen, die vor Beginn des Zweiten Weltkriegs begangen wurden, spielten keine nennenswerte Rolle.
An den Nürnberger Prozessen wurde und wird in verschiedener Hinsicht Kritik geübt, zum Beispiel weil viele Verantwortliche nicht angeklagt wurden oder das Strafmaß in vielen Fällen zu mild erschien. Andere Kritikpunkte liefen auf den Vorwurf der Siegerjustiz hinaus.
Die Prozesse trugen andererseits wesentlich zur Aufklärung und Ahndung von NS-Verbrechen bei. Außerdem waren die Nürnberger Prinzipien eine bedeutende Weiterentwicklung im Völkerrecht. Dazu zählt das Prinzip, dass es für einen Kernbestand von Verbrechen keine Immunität geben dürfe. Nationale Gesetze oder ein Staatsamt bieten seitdem keinen absoluten Schutz mehr vor Verfolgung durch das Völkerstrafrecht.

## Vorgeschichte
Im Abschnitt zur Gerichtsbarkeit über deutsche „Gräueltaten“ im besetzten Europa der Moskauer Deklaration (englisch Statement of Atrocities) vom 30. Oktober 1943 hatten die Alliierten ihre Absicht erklärt, nach dem Krieg diese Verbrechen zu verfolgen. Deutsche, die in einem besetzten Land Verbrechen begangen hatten, sollten ausgeliefert und nach dort geltendem Recht verurteilt werden. Die „Hauptverbrecher“ aber, deren Verbrechen nicht einem bestimmten Land zugeordnet werden konnten, sollten nach einer noch zu fällenden gemeinsamen Entscheidung der Alliierten bestraft werden. Im Oktober 1943 wurde die United Nations War Crimes Commission gegründet, die Vorschläge für eine strafrechtliche Verfolgung erarbeitete. Sie wurden die Grundlage für das Londoner Viermächte-Abkommen vom 8. August 1945 („Abkommen zwischen der Regierung des Vereinigten Königreiches von Großbritannien und Nordirland, der Regierung der Vereinigten Staaten von Amerika, der Provisorischen Regierung der Französischen Republik und der Regierung der Union der Sozialistischen Sowjet-Republiken über die Verfolgung und Bestrafung der Hauptkriegsverbrecher der Europäischen Achse“).
Bestandteil dieses Abkommens war das 30 Artikel umfassende Londoner Statut für den Internationalen Militärgerichtshof, in dem bestimmt wurde, dass ein von den Siegermächten Großbritannien, den USA, Frankreich und der UdSSR gebildeter Internationaler Militärgerichtshof „zwecks gerechter und schneller Aburteilung und Bestrafung der Hauptkriegsverbrecher der europäischen Achse“ gebildet werden solle.
Die als „Hauptkriegsverbrecher“ Angeklagten wurden bis zum Prozessbeginn im Kriegsgefangenenlager in Mondorf-Les Bains in Luxemburg (siehe Camp Ashcan) und im Schloss Kransberg bei Frankfurt am Main festgehalten.

## Prozess gegen die Hauptkriegsverbrecher

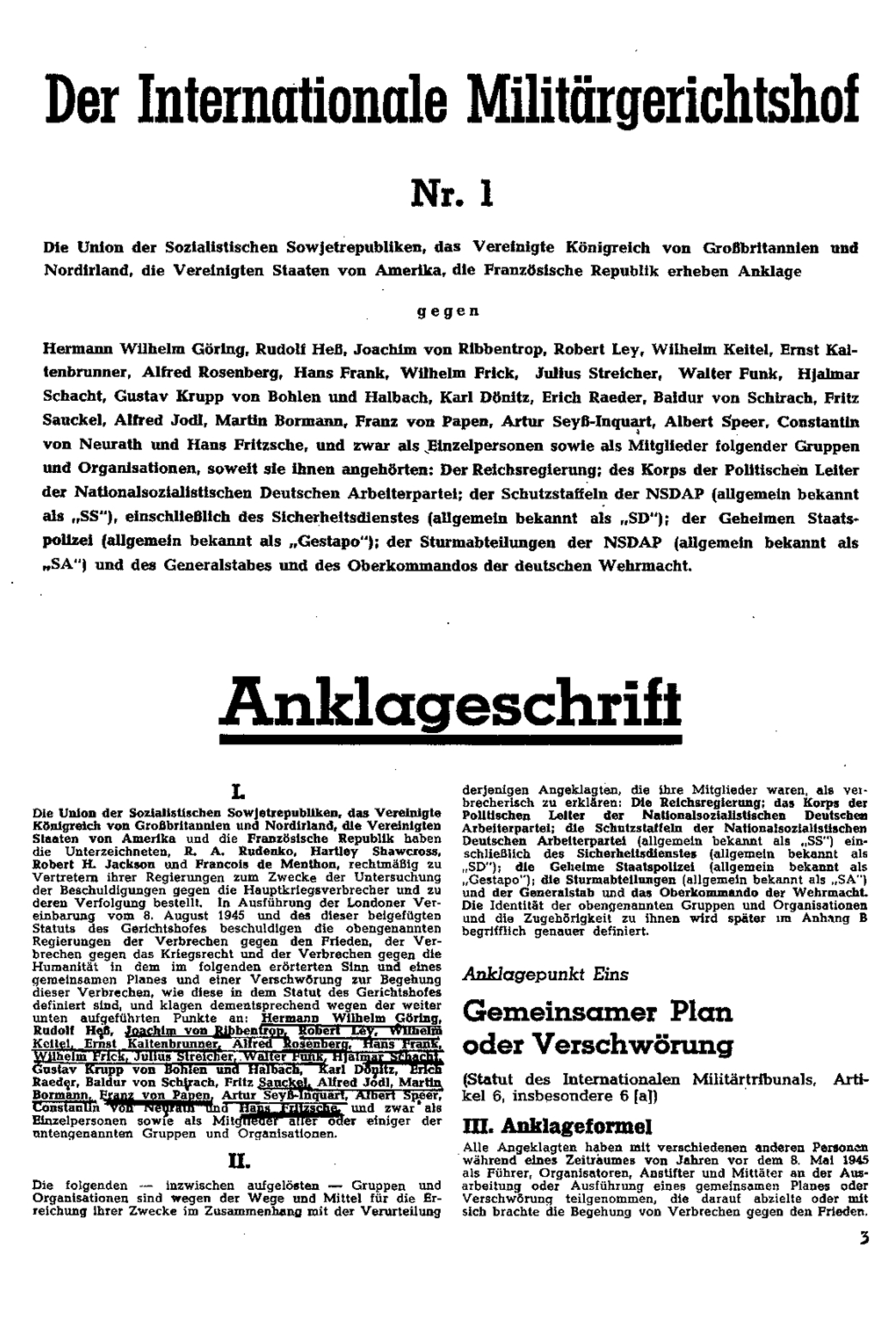
Anklageschrift im Prozess gegen die Hauptkriegsverbrecher (1945)

Der erste – und einzige – Prozess vor dem Internationalen Militärgerichtshof wurde vom 20. November 1945 bis 1. Oktober 1946 in Nürnberg gegen 24 Angeklagte geführt. Nürnberg wurde vor allem deshalb als Ort des Prozesses gewählt, weil dort geeignete Gebäude vorhanden waren: der weitgehend unbeschädigte Justizpalast und das angrenzende Zellengefängnis Nürnberg.
Die vier Anklagepunkte  betrafen Kriegsverbrechen, Verbrechen gegen die Menschlichkeit, Angriffskrieg („Verbrechen gegen den Frieden“) sowie Verschwörung zum Angriffskrieg oder zu anderen Verbrechen. Teils waren dies neuartige Straftatbestände.
Zwölf Angeklagte wurden zum Tode und sieben zu Freiheitsstrafen verurteilt, drei wurden freigesprochen. Die zu Haftstrafen verurteilten Angeklagten wurden am 18. Juli 1947 ins Kriegsverbrechergefängnis Spandau verlegt und verblieben unter Vier-Mächte-Rechtsprechung.
Der ursprüngliche Plan der Alliierten, weitere Prozesse vor dem Internationalen Militärgerichtshof durchzuführen, wurde aufgrund von Querelen zwischen den Alliierten fallengelassen. Bei den Alliierten hatten sich unterschiedliche Interessen und Vorstellungen entwickelt, welche Kreise in welchem Umfang zu verfolgen seien.

## Die zwölf Nürnberger Nachfolgeprozesse
In den Jahren 1946 bis 1949 fanden im Nürnberger Justizpalast zwölf Prozesse gegen Personen statt, die länderübergreifender Straftaten angeklagt wurden. Diese Nachfolgeprozesse fanden vor nationalen amerikanischen Militärtribunalen statt. Jeder hatte eine besondere thematische Prägung, die namensgebend in den Sprachgebrauch und die spätere Prozessdokumentation einging. Fall 2 hatte nur einen einzigen Angeklagten und wird nach dessen Namen als Milch-Prozess bezeichnet.

### Hauptankläger und Rechtsgrundlage
Am 17. Oktober 1946, nach der Urteilsverkündung im Verfahren vor dem Internationalen Militärgerichtshof, legte der amerikanische Hauptankläger Robert H. Jackson sein Amt nieder. Brigadegeneral Telford Taylor wurde zum Hauptankläger (Chief Counsel for War Crimes under Military Government) für die Nachfolgeprozesse ernannt. Das Office of the US Chief Counsel for War Crimes (OCCWC) brachte zwölf Verfahren auf den Weg.
Das Kontrollratsgesetz Nr. 10 vom 20. Dezember 1945 bildete die rechtliche Grundlage für die Strafverfolgung durch die Justizbehörden in den vier Besatzungszonen. Dieses Gesetz orientierte sich in seinen Grundlagen am Londoner Statut. Die verfahrensrechtlichen Grundlagen für die Folgeprozesse in der US-Zone bildete die OMGUS-Verordnung Nr. 7 vom 26. Oktober 1946, die dem angelsächsischen Strafprozessrecht entsprach.

### Übersicht
| Fall Nr. | Angeklagte                  | Anzahl der Angeklagten | Gängiger Name                                  | Prozessgruppe | Beginn der Beweisaufnahme | Urteilsverkündung | Green Series   |
| -------- | --------------------------- | ---------------------- | ---------------------------------------------- | ------------- | ------------------------- | ----------------- | -------------- |
| 1        | Karl Brandt et al.          | 23                     | Ärzte-Prozess                                  | Medizin       | 9. Dez. 1946              | 20. Aug. 1947     | I, II          |
| 2        | Erhard Milch                | 1                      | Milch-Prozess                                  | Medizin       | 2. Jan. 1947              | 17. Apr. 1947     | II             |
| 3        | Josef Altstötter et al.     | 16                     | Juristen-Prozess                               | Recht         | 5. März 1947              | 14. Dez. 1947     | III            |
| 4        | Oswald Pohl et al.          | 18                     | Prozess Wirtschafts-Verwaltungshauptamt der SS | Rasse         | 8. Apr. 1947              | 3. Nov. 1947      | V              |
| 5        | Friedrich Flick et al.      | 6                      | Flick-Prozess                                  | Industrie     | 19. Apr. 1947             | 22. Dez. 1947     | VI             |
| 6        | Carl Krauch et al.          | 24                     | I.G.-Farben-Prozess                            | Industrie     | 27. Aug. 1947             | 30. Juli 1948     | VII, VIII      |
| 7        | Wilhelm List et al.         | 12                     | Prozess Generäle in Südosteuropa               | Militär       | 15. Juli 1947             | 19. Feb. 1948     | XI             |
| 8        | Ulrich Greifelt et al.      | 14                     | Prozess Rasse- und Siedlungshauptamt der SS    | Rasse         | 20. Okt. 1947             | 10. März 1948     | IV, V          |
| 9        | Otto Ohlendorf et al.       | 24                     | Einsatzgruppen-Prozess                         | Rasse         | 29. Sep. 1947             | 10. Apr. 1948     | IV             |
| 10       | Alfried Krupp et al.        | 12                     | Krupp-Prozess                                  | Industrie     | 8. Dez. 1947              | 31. Juli 1948     | IX             |
| 11       | Ernst von Weizsäcker et al. | 21                     | Wilhelmstraßen-Prozess                         | Ministerien   | 6. Jan. 1948              | 14. Apr. 1949 *   | XII, XIII, XIV |
| 12       | Wilhelm von Leeb et al.     | 14                     | Prozess Oberkommando der Wehrmacht             | Militär       | 5. Feb. 1948              | 28. Okt. 1948     | X, XI          |

* Urteil am 12. Dezember 1949 berichtigt

### Angeklagte und Strafen
Angeklagt waren insgesamt 185 Personen:
- 39 Ärzte und Juristen (Fall 1 und 3)
- 56 Mitglieder von SS und Polizei (Fall 4, 8 und 9)
- 42 Industrielle und Manager (Fall 5, 6 und 10)
- 26 militärische Führer (Fall 7 und 12)
- 22 Minister und hohe Regierungsvertreter (Fall 2 und 11)

Von den Angeklagten wurden 35 freigesprochen. 24 wurden zum Tode verurteilt, 20 zu lebenslanger Freiheitsstrafe und 98 zu Freiheitsstrafen zwischen 18 Monaten und 25 Jahren. Am 31. Januar 1951 setzte der Hochkommissar John Jay McCloy zahlreiche Strafen herab.
Von den 24 zum Tode Verurteilten, für die sich unter anderem der spätere Bundeskanzler Konrad Adenauer verwendet hatte, wurden zwölf hingerichtet. Bezüglich seines Einsatzes für die der Beihilfe zu nationalsozialistischen Verbrechen Beschuldigten kommentierte Adenauer, dass man für so manche "Verfehlung" Verständnis aufbringen müsse. Für diese Amnestiepolitik wurde er gerade von Frankreich und Großbritannien kritisiert. Elf wurden zu Haftstrafen begnadigt und einer an Belgien ausgeliefert, wo er in der Haft starb.

### Ende der Nachfolgeprozesse
Die Zahl der Prozesse wurde schließlich auf zwölf begrenzt. Ein Grund für diese Begrenzung war, dass der amerikanische Kongress 1947 die Haushaltsmittel für die Prozesse auf die Hälfte kürzte. Ein anderer Grund war der chronische Mangel an Richtern. Der Chief Justice of the United States Fred M. Vinson weigerte sich, Bundesrichter für die amerikanischen Militärgerichte zu entsenden. Deshalb gab es immer wieder Schwierigkeiten, die einzelnen Kammern zu besetzen, und nur die „zweite Garnitur“ an Richtern stand zur Verfügung.
Zudem wurden im beginnenden Kalten Krieg die Spannungen zwischen den USA und der Sowjetunion größer. 1948 standen sich die ehemaligen Anti-Hitler-Koalitionäre bereits feindlich gegenüber: Im Juni 1948 begann die Blockade Berlins und die Sowjetunion arbeitete mit Hochdruck an der Entwicklung ihrer ersten Atombombe. Somit hatten die Westalliierten großes Interesse am Wiederaufbau einer starken Wirtschaft in Westeuropa (Truman-Doktrin). Vor diesem Hintergrund ließ das Interesse an der Verfolgung der NS-Verbrechen nach.

### Dokumentation
Eine englischsprachige Dokumentation der Nürnberger Nachfolgeprozesse liegt in 15 Bänden vor. Nach der Farbe der Einbände wird sie Green Series („Grüne Serie“) genannt. Die Grüne Serie ist das Pendant zur 42-bändigen Blauen Serie, die den Hauptkriegsverbrecher-Prozess dokumentiert.
Ursprünglich war für alle amerikanischen Nachfolgeprozesse die Veröffentlichung einer Dokumentation in Englisch und in Deutsch vorgesehen. Dies sollte Zweifeln an der Rechtmäßigkeit der Prozesse vorbeugen und vor allem die Umerziehung und Demokratisierung in Deutschland befördern. Letztlich wurde aber nur die englische Ausgabe realisiert. Die Gründe waren finanzielle Einschränkungen und teilweise auch die Befürchtung, dass eine deutsche Ausgabe es Gegnern der Prozesse erleichtern würde, Material für ihre Kritik an den Prozessen zu finden.
Die Stanford-Universität arbeitet zusammen mit der Friedrich-Alexander-Universität Erlangen-Nürnberg daran, die kompletten Unterlagen der Nachfolgeprozesse online verfügbar zu machen. Die kompletten Unterlagen des Hauptkriegsverbrecher-Prozesses (circa 270.000 Seiten) stehen mit erklärenden Texten bereits in einem Online-Archiv der Stanford-Universität zur Verfügung.

### Röchling-Prozess
Der Röchling-Prozess (26. Februar bis 30. Juni 1948, Anklage gegen fünf Industrielle) fand im Rahmen der Rastatter Prozesse statt und zählt deshalb nicht zu den Nürnberger Prozessen. Wegen des engen Zusammenhangs ist er – in Anführungszeichen – als „13. Nürnberger Nachfolgeprozess“ oder „Fall 13“ bezeichnet worden. Der Röchling-Prozess wird in der offiziellen Dokumentation der Nürnberger Nachfolgeprozesse als Anhang mitbehandelt (Green Series, Band 14, Anhang B).

## Urteile
| Prozess                                 | Angeklagte | Einzelurteile | Todesstrafe | Todesstrafe | Lebenslänglich | Haftstrafe | Vermögensentzug | Freispruch | Eingestellt | Selbstmord | Verurteilt wegen | Verurteilt wegen | Verurteilt wegen | Verurteilt wegen | Verurteilt wegen |
| Prozess                                 | Angeklagte | Einzelurteile | verurteilt  | vollstreckt | Lebenslänglich | Haftstrafe | Vermögensentzug | Freispruch | Eingestellt | Selbstmord | M                | K                | O                | A                | V                |
| --------------------------------------- | ---------- | ------------- | ----------- | ----------- | -------------- | ---------- | --------------- | ---------- | ----------- | ---------- | ---------------- | ---------------- | ---------------- | ---------------- | ---------------- |
| Hauptkriegsverbrecher-Prozess           | 24         | 22            | 12          | 10          | 3              | 4          | –               | 3          | 1           | 1          | 16               | 16               | –                | 12               | 8                |
| Ärzte                                   | 23         | 16            | 7           | 7           | 5              | 4          | –               | 7          | –           | –          | 15               | 15               | 10               | –                | –                |
| Milch                                   | 1          | 1             | –           | –           | 1              | –          | –               | –          | –           | –          | 1                | 1                | –                | –                | –                |
| Juristen                                | 16         | 10            | –           | –           | 4              | 6          | –               | 4          | 1           | 1          | 9                | 7                | 3                | –                | –                |
| SS-Wirtschafts- und Verwaltungshauptamt | 18         | 15            | 4           | 1           | 3              | 8          | –               | 3          | –           | –          | 15               | 15               | 13               | –                | –                |
| Flick                                   | 6          | 3             | –           | –           | –              | 3          | –               | 3          | –           | –          | 2                | 2                | 2                | –                | –                |
| I.G. Farben                             | 24         | 13            | –           | –           | –              | 13         | –               | 10         | 1           | –          | 13               | 13               | –                | –                | –                |
| Generäle Südosteuropa                   | 12         | 8             | –           | –           | 2              | 6          | –               | 2          | 1           | 1          | 8                | 6                | –                | –                | –                |
| Rasse- und Siedlungshauptamt            | 14         | 13            | –           | –           | 1              | 12         | –               | 1          | –           | –          | 8                | 8                | 13               | –                | –                |
| Einsatzgruppen                          | 24         | 22            | 14          | 4           | 2              | 6          | –               | –          | 1           | 1          | 20               | 20               | 22               | –                | –                |
| Krupp                                   | 12         | 11            | –           | –           | –              | 11         | 1               | 1          | –           | –          | 11               | 11               | –                | –                | –                |
| Wilhelmstraße                           | 21         | 19            | –           | –           | –              | 19         | –               | 2          | –           | –          | 17               | 12               | 12               | 3                | –                |
| OKW                                     | 14         | 11            | –           | –           | 2              | 9          | –               | 2          | –           | 1          | 11               | 10               | –                | –                | –                |
| 12 Nachfolgeprozesse gesamt             | 185        | 177           | 25          | 12          | 20             | 97         | 1               | 35         | 4           | 4          | 130              | 120              | 75               | 3                | –                |

M – Verbrechen gegen die Menschlichkeit;   K – Kriegsverbrechen;   O – Organisationsverbrechen;   A – Angriffskrieg;   V – Verschwörung gegen den Frieden
Der Artikel 26 des Londoner Statut schrieb fest, dass die Urteile der Nürnberger Prozesse endgültig und nicht anfechtbar sein sollten. Bei der Wiedererlangung der vollen Souveränität durch die deutsche Wiedervereinigung wurde mit den Alliierten vertraglich geregelt, dass die Bundesrepublik Deutschland ohne Unterschied alliierte und bundesdeutsche Beschlüsse, Verordnungen und Gesetze ändern, streichen oder aufheben kann, solange sie sich dabei an die Vorgaben der parlamentarischen Demokratie hält.

## Kritik an den Prozessen
Bis in die heutige Zeit wurde und wird Kritik an der Zielsetzung und den Methoden der Prozesse geübt.

### Argumentation gegen die Prozessordnung
Es wurde kritisiert, dass die Trennung von Verfasser der Prozessordnung und Richter nicht eingehalten worden sei. Iona Nikitchenko und Robert Falco beteiligten sich an der Ausarbeitung des Londoner Statutes und waren Richter am Internationalen Militärgerichtshof.
Weiterhin sprach die Prozessordnung den Angeklagten das Recht zu, sich nach freier Wahl ihre deutschen Verteidiger zu suchen, deren mögliche NSDAP-Mitgliedschaft einem Auftreten vor Gericht nicht entgegenstand. Der Militärgerichtshof entschied laut Artikel 24 des Statuts uneingeschränkt über die Zulassung von Beweismitteln. Artikel 18 legte fest, dass der Prozess auf eine beschleunigte Verhandlung zu beschränken sei. Im Artikel 19 stand, dass der Gerichtshof nicht an die üblichen Grundsätze der Beweisführung gebunden sei. Im Artikel 21 wurde geschrieben, „allgemein anerkannte Tatsachen“ müssten nicht mehr bewiesen werden. Die Verteidigung konnte mögliche Belastungen somit nur zur Kenntnis nehmen, durfte aber in dem Falle keine möglichen Gegenbeweise vorlegen, was die Möglichkeit der Berufung ausschloss.

### Zugehörigkeit zu einer kriminellen Vereinigung
Umstritten war auch das Verbrechen der Zugehörigkeit zu einer kriminellen Vereinigung, das so genannte „Organisationsverbrechen“. Es bewirkte, dass jeder aufgrund seiner Mitgliedschaft in einer NS-Organisation, die als verbrecherisch verurteilt worden war, in allen Staaten, welche das Statut unterzeichnet hatten, wegen der Zugehörigkeit zu dieser Organisation verurteilt werden konnte. Bei der Verurteilung spielte es keine Rolle, ob der Angeklagte sich persönlich eines Verbrechens schuldig gemacht hatte (Artikel 9–11). In Deutschland wurde diese Möglichkeit allerdings nicht genutzt.

### Ex-post-Argumentation
Nach Ansicht der Verteidiger wurde der Rechtsgrundsatz nulla poena sine lege missachtet, nachdem eine Tat nur dann bestraft werden darf, wenn sie schon zum Zeitpunkt der Tat aufgrund eines Gesetzes strafbar war. Kritisiert wurde, dass die Angeklagten teilweise für Verbrechen angeklagt wurden, die zum Zeitpunkt der Tat durch ein multilaterales Abkommen zwar verboten waren, aber für die keine Strafbarkeit festgelegt worden war (→ Briand-Kellogg-Pakt). Dies bezieht sich insbesondere auf den Anklagepunkt „Führen eines Angriffskrieges (Verbrechen gegen den Frieden)“. Dazu schrieb die amerikanische Time im November 1945:

„Was immer für Gesetze die Alliierten für die Zwecke des Nürnberger Prozesses aufzustellen versuchten, die meisten dieser Gesetze haben zur Zeit, als die Taten begangen wurden, noch nicht existiert. Seit den Tagen Ciceros ist eine Bestrafung ex post facto von den Juristen verdammt worden.“

Dieses Argument wurde allerdings vom Militärgerichtshof zurückgewiesen, weil es Gewohnheitsrecht sei, Verstöße gegen die Haager Landkriegsordnung strafrechtlich zu ahnden, obwohl auch diese keine strafrechtlichen Bestimmungen enthielt. Eine Verletzung des Rückwirkungsverbotes wird auch heute von vielen Völkerstrafrechtlern verneint, da dieser Rechtsgrundsatz dem Schutz und der Rechtssicherheit des einzelnen Bürgers diene und gerade nicht die Bestrafung staatlicher Machthaber wegen von ihnen begangener Völkerrechtsverbrechen verhindere.

### Tu-quoque-Argumentation
Einen weiteren Strang der Kritik greift die Argumentation Tu quoque („Auch du“) der Verteidigung auf. Denn nach Meinung der Prozesskritiker hätten auch die Alliierten Angriffskriege geführt und Kriegsverbrechen begangen, auf sowjetischer Seite zum Beispiel das Massaker von Katyn, auf westalliierter Seite die Bombenangriffe auf Dresden oder auf Hamburg. Flächenbombardements von Städten erfüllten nach Meinung der Prozesskritiker keinen militärischen Zweck, sondern sollten die Moral der Zivilbevölkerung zerstören (siehe Area Bombing Directive); damit seien sie Kriegsverbrechen, denn seit der Haager Landkriegsordnung von 1907 sind Beeinträchtigungen von Zivilpersonen während kriegerischer Auseinandersetzungen verboten. Für Flächenbombardements sind allerdings keine Deutschen verurteilt worden, da der Bombenkrieg wegen der Beteiligung der alliierten Siegermächte daran gar nicht erst Eingang in die Anklage fand.
Durch den deutsch-sowjetischen Nichtangriffspakt und das geheime Zusatzprotokoll, das eine Aufteilung Polens zwischen Deutschland und der Sowjetunion vorsah, sei die Sowjetunion ebenfalls an der Verschwörung zu einem Angriffskrieg auf Polen beteiligt, so ein weiterer Kritikpunkt. Auch der von der Sowjetunion gegen Finnland geführte so genannte Winterkrieg 1939/40 ist insoweit als Angriffskrieg zu werten. Anders als bei einer klassischen „Tu quoque“-Verteidigung wurde hier einem der Ankläger nicht nur vorgeworfen, gleichwertige Verbrechen wie der Angeklagte begangen zu haben, sondern er wurde sogar beschuldigt, an demselben Verbrechen, das er anklagte, der „Verschwörung gegen den Frieden“, mitgewirkt zu haben. Das Urteil des Prozesses ging über diesen Punkt hinweg und befolgte dabei eine bereits in London verabredete Linie, Diskussionen über alliierte Völkerrechtsverletzungen nach dem Tu-quoque-Muster im Prozess nicht zuzulassen.

### Haager Abkommen
Bei den Anklagepunkten Kriegsverbrechen und Verbrechen gegen die Menschlichkeit argumentierte die Verteidigung, einige Länder seien keine Signatarmächte der Haager Konventionen gewesen. Daher seien die Deutschen gegenüber den Nichtunterzeichnern nicht an jene Konventionen gebunden gewesen. Der Gerichtshof wies diese Behauptung zurück. 1939 seien diese Regeln von allen zivilisierten Völkern anerkannt gewesen und als bindende Gesetze und Kriegsregeln betrachtet worden.

### Verbrechen im Protektorat Böhmen und Mähren
Die Verteidigung argumentierte, dass Kriegsregeln nur zwischen Kriegführenden anzuwenden seien, sie aber nicht für Länder gälten, die Deutschland dem Deutschen Reich einverleibt hätte. In der Urteilsbegründung wurde ausgeführt, dass Böhmen und Mähren niemals in das Reich aufgenommen worden seien, sondern lediglich ein Protektorat aus ihnen gemacht worden sei. Dies implizierte, so Telford Taylor, Mitglied der amerikanischen Anklagevertretung im Nürnberger Prozess, dass die Argumentation der Verteidigung auf Österreich (→ „Anschluss“ 1938) anwendbar war.

### Beschränkung auf Kriegsverbrechen
Ein Kritikpunkt war der juristische Ansatz des Gerichtes zur Bestrafung des Völkermordes an den europäischen Juden. Indem das Gericht Verbrechen gegen die Menschlichkeit nur dann verfolgte, wenn diese in Verbindung mit einem Angriffskrieg begangen wurden, hat es alle Verbrechen, die vor dem 1. September 1939 begangen wurden, kategorisch von einer Bestrafung ausgenommen. Die vorhandenen Bezugnahmen auf die Shoa im Urteil würden weiterhin nicht der Singularität dieses Verbrechens gerecht. Die juristischen Ausführungen des Gerichts hierzu befänden sich in der Reihenfolge erst nach der Behandlung anderer Menschlichkeitsverbrechen, wie der Ermordung von Kriegsgefangenen und der Misshandlung der Zivilbevölkerung. In diesem Zusammenhang entspreche auch die Formulierung des Gerichts nicht dem enormen Unrecht des Holocausts, wenn es auf der einen Seite die Überschrift „Ermordung von Kriegsgefangenen“ gebrauche und auf der anderen Seite den Massenmord an den Juden nur unter dem Titel „Die Judenverfolgung“ behandele.

### Auswahl der Angeklagten
Auch die teils willkürlich erscheinende Auswahl der Angeklagten wurde kritisiert. Beispielsweise war die Liste der Angeklagten im Bereich Wirtschaft nur exemplarisch. Es fehlten viele mindestens gleichwertig belastete Unternehmen, so zum Beispiel die Deutsche Bank, deren Mittäterschaft spätestens seit der Auswertung der OMGUS-Akten (also noch vor der Urteilsverkündung) nachgewiesen wurde.

## Rechtsgeschichtliche Bedeutung

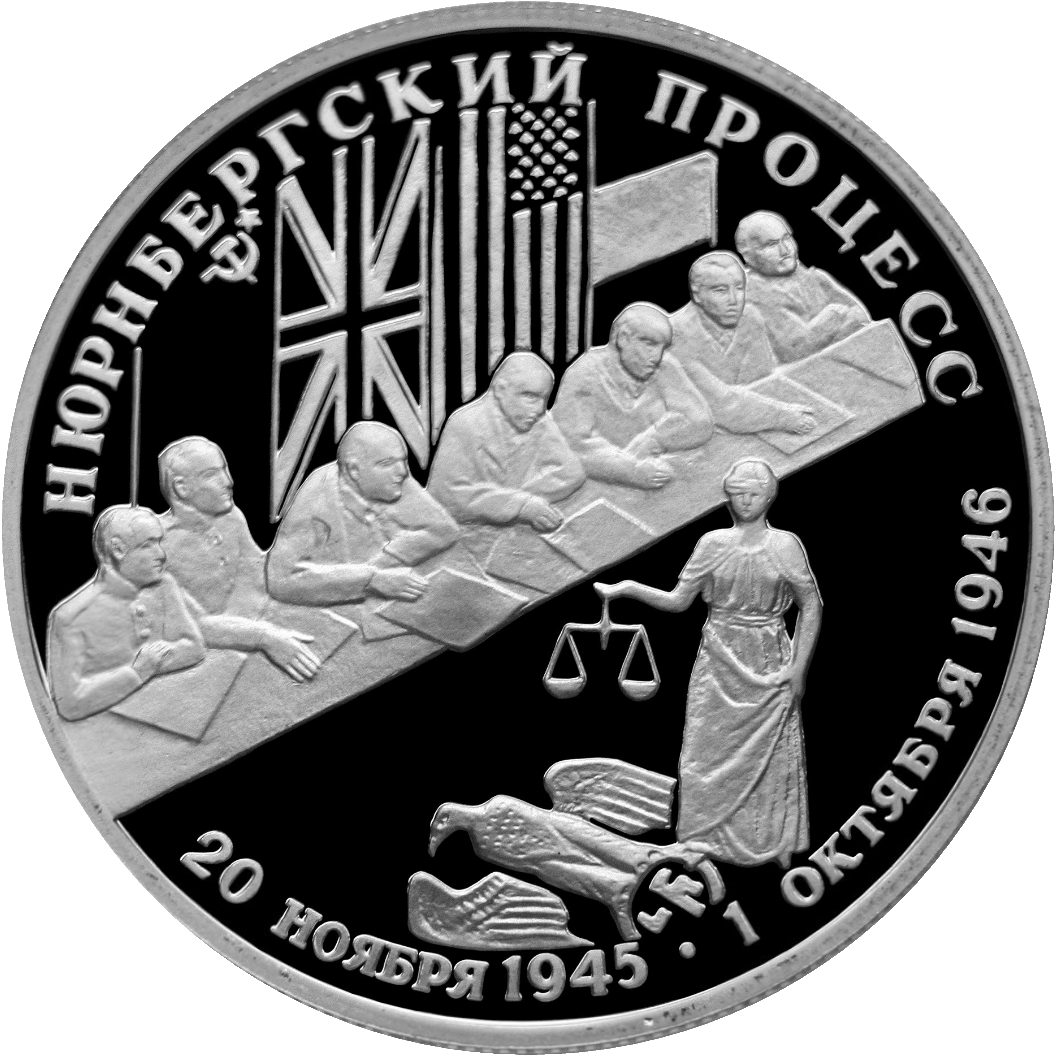
Russische 2-Rubel-Gedenkmünze zu den Nürnberger Prozessen (1995)

Die Nürnberger Prozesse leiteten wichtige Weiterentwicklungen des Völkerrechts ein. Die von den vier Alliierten vereinbarten und vom Gericht angewendeten Grundsätze gingen als Nürnberger Prinzipien in das Völkerrecht ein:
- Jede Person, die ein völkerrechtliches Verbrechen begeht, ist hierfür strafrechtlich verantwortlich.
- Auch wenn sein nationales Recht für ein völkerrechtliches Verbrechen keine Strafe androht, ist der Täter nach dem Völkerrecht strafbar.
- Staatsoberhäupter und Regierungsmitglieder sind für von ihnen begangene völkerrechtliche Verbrechen nach dem Völkerrecht verantwortlich.
- Handeln auf höheren Befehl befreit nicht von völkerrechtlicher Verantwortlichkeit, sofern der Täter auch anders hätte handeln können.
- Jeder, der wegen eines völkerrechtlichen Verbrechens angeklagt ist, hat Anspruch auf ein ordnungsgemäßes Verfahren.

Im Londoner Statut wurden folgende Verbrechen erstmals auch als Verstöße gegen das Völkerrecht kodifiziert:
- Kriegsverbrechen
- Verbrechen gegen die Menschlichkeit

Der Straftatbestand des Angriffskriegs („Verbrechen gegen den Frieden“) war völlig neu. Auch die Beteiligung an einer „Verschwörung gegen den Frieden“ oder an einem gemeinsamen Plan zu dessen Durchführung wurde für strafbar erklärt. Die strafrechtliche Kodifizierung von Angriffskriegen setzte sich allerdings erst später durch. Zum Gewaltverbot der Charta der Vereinten Nationen trat 1974 nur eine Definition staatlicher Aggressionen. Erst im Jahr 2010 wurde eine Einigung über den Straftatbestand des Verbrechens der Aggression erreicht.
Am 11. Dezember 1946, also noch vor dem Ende der Nürnberger Prozesse, verabschiedete die Generalversammlung der Vereinten Nationen eine Resolution, die die Strafbarkeit von Verbrechen gegen den Frieden, Kriegsverbrechen und Verbrechen gegen die Menschlichkeit betonte. Auch die Aufhebung der Immunität von Staatsoberhäuptern unterstrich diese Resolution. Im Juli 1950 legte die „International Law Commission“ der UNO einen Kodifikationsentwurf vor und versuchte damit, die „Nürnberger Prinzipien“ stärker im Völkerrecht festzuschreiben. Nahezu allen Mitgliedsstaaten der UNO fehlte jedoch der politische Wille zuzustimmen. Erst Anfang der 1990er Jahre wurde der Entwurf schließlich angenommen. Die Nürnberger Prozesse werden deswegen als frühe Wegbereiter für den UN-Strafgerichtshof für das ehemalige Jugoslawien und den UN-Strafgerichtshof für Ruanda sowie für das Rom-Statut des Internationalen Strafgerichtshofs angesehen.
Irina Schulmeister, die 2016 eine juristische Dissertation zu den Prozessen veröffentlichte, warnt davor, den Begriff „Nachfolgeprozesse“ so auszulegen, dass er eine mindere Wertigkeit vorspiegelt. Nach ihren Ergebnissen kann „Nachfolge“ nur rein zeitlich verstanden werden. Die Rechtsproblematik, Rechtssystematik und die Bedeutung für die künftige internationale Rechtsentwicklung, welche die zwölf Prozesse zeigten, sind erheblich.

## Legende von der „sauberen Wehrmacht“
Hans Laternser war Verteidiger in mehreren Nürnberger Prozessen. Er hatte in der Luftwaffe gedient und wollte die „deutsche Soldatenehre“ retten. Schon im Jahr 1945 gründete er eine historische Beratergruppe, in der unter seiner Federführung die ehemaligen Generalfeldmarschälle Walther von Brauchitsch, Erich von Manstein, der ehemalige Generaloberst Franz Halder und der ehemalige General Siegfried Westphal ein gemeinsames Memorandum verfassten. Die Denkschrift der Generäle mit dem Titel Das Deutsche Heer von 1920–1945 sollte darlegen, dass der Generalstab des Heeres keine besondere Schuld an Kriegsverbrechen und Verbrechen gegen die Menschlichkeit trage. Sie behauptete, das Heer sei gegen NSDAP und SS eingestellt gewesen, habe nahezu alle wichtigen Entscheidungen Hitlers missbilligt und gegen Kriegsverbrechen opponiert. Diese Denkschrift wurde nicht nur unter den Angeklagten weitergegeben, sondern auch unter Offizieren der Wehrmacht. Sie gilt heute als Beginn der Legende von der „sauberen Wehrmacht“. Laternser, der Verteidiger des Generalstabs, und Otto Kranzbühler, der Verteidiger von Karl Dönitz, widmeten sich einige Jahre später einer politischen Lobbyarbeit für die Täter, die der Nachwelt ein unbeflecktes Bild der Wehrmachtführung übermitteln sollte.